# Dalsjön, Ångermanland
Dalsjön är en sjö i Kramfors kommun i Ångermanland och ingår i Nätraån-Ångermanälvens kustområde. Sjön har en area på 0,155 kvadratkilometer och ligger 162 meter över havet.

## Delavrinningsområde
Dalsjön ingår i det delavrinningsområde (700165-163130) som SMHI kallar för Utloppet av Dalsjön. Medelhöjden är 228 meter över havet och ytan är 3,73 kvadratkilometer. Det finns inga avrinningsområden uppströms utan avrinningsområdet är högsta punkten. Avrinningsområdets utflöde mynnar i havet via Dalsjöfallet. Avrinningsområdet består mestadels av skog (94 procent). Avrinningsområdet har 0,15 kvadratkilometer vattenytor vilket ger det en sjöprocent på 4,1 procent.